# Stato islamico
Lo Stato islamico (in arabo الدولة الإسلامية‎?: al-dawla al-islāmiyya) è una struttura che si autoaccredita di gestire una forma di governo (regime politico) in cui le basi ideologiche si appoggiano, non senza contraddizioni, sui principi della shari'a, la legge religiosa islamica.

## Evoluzione ideologica e storica
Fin dai primi tempi dell'Islam sono stati numerosi i governi che si sono definiti "islamici", a partire dal primo califfato della storia dell'Islam, fondato dopo la morte del profeta Maometto, che attribuiva ogni potere esecutivo all'autorità di un califfo, termine il cui significato è "vicario" di Maometto.
Tuttavia la locuzione "Stato islamico" ha assunto connotazioni più specifiche in epoca contemporanea, a partire dal XX secolo. Il concetto moderno di Stato islamico è stato articolato e promosso da ideologi come Abu l-A'la al-Maududi, dall'ayatollah Ruhollah Khomeini, da Isrār Aḥmed e da Sayyid Qutb. Come le precedenti esperienze, lo Stato islamico addita le sue radici nella legge islamica ed è modellato sull'esempio della prima società musulmana (la Umma). Tuttavia, a differenza dei governi retti dai califfi, che erano forme di dispotismo imperiale o di monarchie, la nozione moderna di Stato islamico può essere compatibile e incorporare istituti politici più moderni, o comunque estranei a tali tradizioni, come le elezioni e il diritto di voto, il potere parlamentare, il potere di revisione giurisdizionale e la sovranità popolare (vedi democrazia islamica).
Nel XX e XXI secolo sono molti gli esempi di Paesi musulmani che hanno incorporato in tutto o in parte la legge islamica (shari'a e fiqh) nei loro ordinamenti legali. Alcuni Paesi musulmani hanno invece statuito l'Islam come religione di stato nelle loro costituzioni, anche se non applicano la legge islamica nei loro sistema giurisdizionale. Gli Stati islamici possono essere distinti, in base alla loro forma costitutiva, in monarchie islamiche o in repubbliche islamiche.
Esempi di repubblica islamica sono l'Iran, il Pakistan, la Mauritania. Mentre quelli di monarchie islamiche sono il Qatar, gli Emirati Arabi Uniti, il Bahrein e l'Arabia Saudita.